# Вий (фильм, 1909)
«Вий» (1909) — немой художественный короткометражный фильм Василия Гончарова. Снят по мотивам одноимённой повести Гоголя. Один из первых фантастических игровых фильмов, созданных в России. Первый российский фильм ужасов. До наших дней не сохранился.
«Вий» вышел на экраны 14 (27) сентября 1909 года.
Согласно исследователю дореволюционного кино Вениамину Вишневскому, фильм предварял титр «старинное малороссийское предание по Н. В. Гоголю».

## Факты
- Параллельно с «Вием» Гончаровым был снят ещё один фантастический фильм «В полночь на кладбище», вышедший зимой 1910 года. Таким образом, эти два фильма принято считать первыми фильмами, ознаменовавшими собой появление российской кинофантастики[6].